# ヴァルダイ

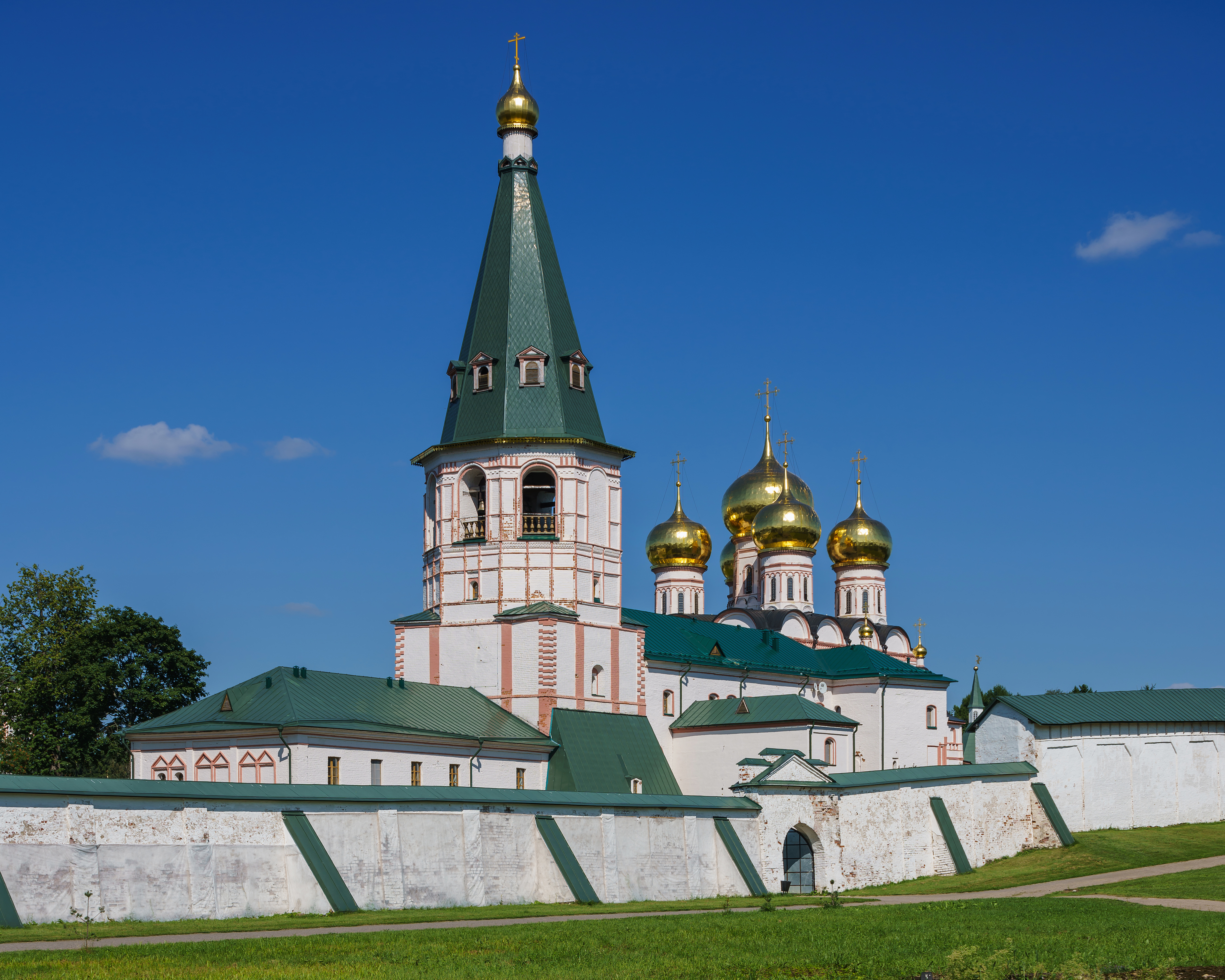
ヴァルダイの町の近くのイヴェルスキー修道院

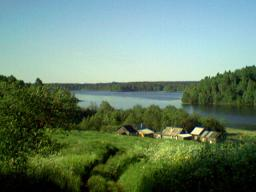
ヴァルダイ丘陵の風景。チェレホヴォ（Terekhovo）の町から見たウチン湖（Uzhin）

ヴァルダイ（ロシア語:Валда́й；ラテン文字表記: Valday / Valdai）はロシアのノヴゴロド州の町でヴァルダイスキー地区の行政中心地。モスクワとサンクトペテルブルクを結ぶ連邦高速道路M10の沿線にあり、モスクワからは386km、ノヴゴロドからはおよそ140km。人口は18,703人（2002年国勢調査）、1989年の調査では19,173人であった。
ヴァルダイの地名は1495年に初めて記録に登場する。エカチェリーナ2世の時代に町に昇格したが当時は人口2千人ほどであった。ヴァルダイは鐘の製造でロシアに名をはせている。
ヴァルダイの街はヴァルダイ丘陵の只中にあり、周囲はヴァルダイ丘陵国立公園に指定されている。近くのヴァルダイ湖の島には、有名なイヴェルスキー修道院（1653年）や生神女就寝聖堂（1656年）がある。夏には大勢のバカンス客が湖や町に滞在し、別荘やサナトリウムも多い。また湖周辺にはキャンプ場も多い。

## ロシア大統領公邸
ヴァルダイ湖畔の町のすぐ近くに、ロシア大統領の公邸がある。この複合施設は厳重に警備されており、湖の大部分はボートや遊泳者の立ち入りが禁止されている。ボリス・エリツィン大統領もよく訪れたこの場所は、ウラジーミル・プーチン大統領のお気に入りでもある。プーチン自身のダーチャは、ウジン湖とヴァルダイ湖に挟まれた半島の南側100ヘクタールにあり、ヴァルダイ湖を挟んでヴァルダイの町の対岸にある。1980年に建設されたプーチンのこのダーチャは、しばしば「スターリンのダーチャ」と呼ばれるが、ヴァルダイが建設された当時、スターリンは存命ではなかった。 この場所の北側には、ロシア連邦が所有する150ヘクタールの土地があり、ロシア連邦保安庁が頻繁に出入りしている。 アレクセイ・ナワリヌイによれば、富豪ユーリ・コヴァルチュクがプーチンのダーチャの所有者である。